# Spydebergs kommun
Spydebergs kommun (norska: Spydeberg kommune)  var en kommun i Østfold fylke i sydöstra Norge. Den administrativa huvudorten var Spydeberg. 
Kommunen upphörde den 1 januari 2020, då den slogs ihop med fyra andra kommuner till Indre Østfolds kommun.

## Kända Spydebergsbor
- Henning Solberg
- Petter Solberg